# Webb (Mississippi)
Webb é uma cidade  localizada no estado americano de Mississippi, no Condado de Tallahatchie.

## Demografia
Segundo o censo americano de 2000, a sua população era de 587 habitantes.
Em 2006, foi estimada uma população de 522, um decréscimo de 65 (-11.1%).

## Geografia
De acordo com o United States Census Bureau tem uma área de
1,1 km², dos quais 1,1 km² cobertos por terra e 0,0 km² cobertos por água. Webb localiza-se a aproximadamente 46 m acima do nível do mar.

## Localidades na vizinhança
O diagrama seguinte representa as localidades num raio de 28 km ao redor de Webb.